# Francisco Gil González
Francisco Gil González (La Mata de la Armuña, 15 de agosto de 1905- Salamanca, 24 de enero de 1962) fue un arquitecto español de gran renombre. Su obra contribuyó a la modernización y reconstrucción de Salamanca después de la Guerra Civil.

## Biografía
Nació en la Mata de la Armuña, un pequeño pueblo agrícola de la comarca de la Armuña (Salamanca), siendo hijo de Lorenzo y María y uno de los pequeños de siete hermanos. Cursó sus estudios de bachiller en el colegio Salesiano de María Auxiliadora. Como dato curioso, aparece en la misma orla de dicho colegio, el que con los años sería uno de sus consuegros (José Manuel Moya del Valle, padre de Luis Moya Vegas casado con la tercera de sus cuatro hijos, Carmen Gil Álvarez), así como con el padre de Michael Portillo, exministro de defensa y obras públicas del Reino Unido durante el mandato de Margaret Thatcher).
Inició sus estudios universitarios en la Escuela de Arquitectura de Madrid, Terminando las carreras de Aparejador y Arquitectura.
Durante sus estudios universitarios, conoció a la que sería su mujer Carmen Álvarez Villanueva, en un baile de las célebres tardes del Ritz. Contrajeron matrimonio el 4 de octubre de 1934 en la iglesia de la Almudena de Madrid.
Fruto de su matrimonio, nació en Salamanca Mª Luz, la mayor de los 4 hermanos.
Siendo ésta un bebé, madre e hija fueron a Madrid a los preparativos de boda de su tía Luz, quedando Francisco Gil en Salamanca, el cual se debería reunir con ellas tres o cuatro días después. Pero estalló la Guerra Civil, dejando separados a la familia durante todo el conflicto.
Durante la Guerra, Luz (cuñada de Francisco Gil) fue sacada de su casa junto con dos hermanas del que iba a ser su marido (Niñas de 13 y 15 años), siendo torturadas, violadas y asesinadas en una de las "Chekas" de Madrid; ya que el futuro marido era uno de los oficiales que se alzaron en el Cuartel de la Montaña (ref. Checas de Madrid -César Vidal-). No pudiendo encontrarle los republicanos, se vengaron en su familia. Con posterioridad, Carmen (mujer de Francisco Gil), fue acusada de espionaje y condenada a muerte, sentencia que fue conmutada por la de 20 años a trabajos forzados. Pasando toda la guerra en la cárcel de mujeres de Madrid. 
Terminada la Guerra Civil y liberada Madrid, la familia volvió a reunirse, fijando su residencia en Salamanca. En 1940 nació su segundo hijo, Francisco, en 1943 Mª Carmen y en 1946 Mª Teresa.
En la ciudad de Salamanca Francisco Gil ostentó diversos cargos, entre ellos, Delegado Provincial de Auxilio Social y colaborando, muy activamente, en la reconstrucción y actual imagen de la ciudad de Salamanca. Además de presidir el Casino de Salamanca entre 1948 y 1953, fue decano del Colegio Oficial de  Arquitectos de León, Asturias y Galicia y presidente de la Delegación en Salamanca.
Otro duro golpe que sufrió Francisco Gil fue la pérdida de su hija María Teresa por una complicación de la varicela, a la temprana edad de 3 años.
Francisco Gil, murió en 1962 a los 56 años, víctima de un cáncer de pulmón tras una larga enfermedad durante la que se le realizó una intervención en Utrecht (Holanda) con nulos resultados.

## Su obra
Durante la II República sus edificios eran diseñados según los cánones del racionalismo, pero tras la Guerra Civil su estilo evolucionó al neoplateresco.
Entre 1930 y 1962 trabajó en más de 200 proyectos destacando el edificio del Banco Santander, Hotel Monterrey, Teatro Gran Vía, Colegio de los Escolapios, Torre de la Avenida de Portugal y el Convento de las Bernardas.
- Datos: Q5865854